# James Chance
James Siegfried mais conhecido como James Chance, e também conhecido como James White (Milwaukee, 20 de abril de 1953 – Nova Iorque, 18 de junho de 2024), foi um saxofonista, compositor e cantor norte-americano. Seu nome é frequentemente ligado à cena no wave de Nova Iorque.
Uma figura-chave na No Wave, Chance veio a desempenhar uma combinação de improviso jazz como música punk na cena musical de em Nova Iorque desde a década de 1970, em bandas como Teenage Jesus and the Jerks, James Chance and the Contortions, James White and the Blacks (com o qual apareceu no filme Downtown 81), James Chance & the Sardonic Symphonics, e James Chance and Terminal City.
Segundo Martin C. Strong, em seu livro "The Great Alternative & Indie Discography":
"Chance se diferenciava de alguns de seus colegas do No wave por possuir (e exigir de sua banda) um certo nível de habilidade musical e talento. Sua música pode ser descrita como uma combinação da improvisação de Ornette Coleman com a firmeza rítmica de James Brown, embora filtrados pela lente (grande angular) do punk rock." Martin C. Strong.
Nascido e criado em Milwaukee e Brookfield, Wisconsin, Chance estudou na Michigan State University, em seguida, no Conservatório de Música de Wisconsin em Milwaukee, o qual abandonou quando se mudou para Nova Iorque em 1976. Rapidamente tornou-se ativo nas cenas do free jazz, no wave e punk rock. Depois de estudar por um curto período de tempo com David Murray, Chance formou o The Contortions, que fundiu a improvisação do jazz ao ritmo do funk, seus shows ao vivo, muitas vezes terminam em violência quando Chance passava a confrontar os membros da plateia. Os Contortions alcançaram um público mais amplo com sua contribuição para a coleção No New York de atos No Wave, compilada por Brian Eno. A banda apareceu no filme de Rosa von Praunheim, Das Todesmagazin, em 1979
Enquanto Chance foi profissionalmente e romanticamente ligado a artista performática Lydia Lunch, a dupla manteve o seminal grupo Teenage Jesus & the Jerks, que terminou logo após a saída de Chance.
Em seus shows, Chance ficou famoso por encarar a plateia e desafiá-la — certa vez confrontou o crítico musical e jornalista Robert Christgau. No começo isso era apenas uma tentativa de envolver a plateia passiva de Nova York, mas esta prática foi sendo abandonada a medida que o público começou a se tornar verdadeiramente agressiva e partir para o contato físico.

## Morte
Chance morreu em 18 de junho de 2024, aos 71 anos, em Nova Iorque.

## Discografia

### Álbuns
- Buy (ZE Records - Arista 1979) (The Contortions)
- Theme from Grutzi Elvis (EP ZE 1979)
- Off White (ZE-Buddah 1979) (James White & The Blacks)
- Second Chance (ZE-PVC 1980)
- Live aux Bains Douches (Fr. Invisible 1980) (The Contortions)
- Live in New York (K7 ROIR 1981) (The Contortions)
- Sax Maniac (Animal 1982) (James White & The Blacks)
- James White Presents The Flaming Demonics (ZE-Island 1983)
- Melt Yourself Down (Selfish Records Japan 1986)
- Soul Exorcism (tape ROIR 1991) (The Contortions)
- Lost Chance (ROIR 1995)
- Molotov Cocktail Lounge (Enemy Records / Zebralution 1996)
- White Cannibal (ROIR 2000)
- Christmas with Satan (Single Tiger Style 2002)
- Irresistible Impulse (retrospetiva da Tiger Style 2003)
- Sax Education (2004)
- James Chance & Terminal City - Get Down and Dirty! (Wind bell 4 2005)
- Pre-Teenage Jesus, Teenage Jesus and the Jerks (EP ZE 1978)

### Aparições e colaborações
- No New York (compilação, Antilles 1978) (com The Contortions)
- No Exit, com a banda Blondie músico convidado, saxofone alto (Beyond Records 1999)
- Downtown 81 (1981)
- Medium Cool (1991), tributo à Chet Baker com Alex Chilton, Adele Bertei, e Angel Torsen
- Somewhere in the City (1998)
- James Chance - Chance of A Lifetime: Live in Chicago 2003 (RUNT 2005)
- TV Party (2005)
- Rabble Watchers (músico convidado) (Gern Blandsten 2006)
- Vampire Driver Watchers (músico convidado) (Gern Blandsten 2006)
- Acoustic Ladyland - Skinny Grin (2006)